# ESP-Disk
Pour les articles homonymes, voir ESP.
ESP-Disk est un label discographique new-yorkais fondé en 1964 par l'avocat Bernard Stollman et spécialisé dans le free jazz.

## Histoire
Le label est à l'origine créé pour produire de la musique en espéranto. Son nom "ESP" peut ainsi s'interpréter comme une référence à cette langue, mais il est aussi quelquefois présenté comme étant l'acronyme de Extra Sensory Perception ("Perception Extra Sensorielle" en anglais). Quelques phrases en espéranto figurent d'ailleurs sur les pochettes des disques édités par le label. Cependant dès son deuxième disque (Spiritual Unity de Albert Ayler), il est devenu la meilleure vitrine de ce qu'on dénomme communément le  free jazz ou New Thing.
ESP est d'emblée tourné vers l'avant-garde et la nouveauté. Il publie souvent les premiers enregistrements de certains musiciens ou formations (tel Pharoah Sanders), qui restent parfois les seuls jamais publiés. Son slogan résume bien cette posture: « YOU NEVER HEARD SUCH SOUNDS IN YOUR LIFE » (« De votre vie vous n'avez jamais entendu de tels sons »).
Cette politique anticommerciale l'amène à rencontrer de sérieuses difficultés financières. Pour s'en sortir, le label lance dans les années 1970 de nombreuses rééditions de bootlegs et d'enregistrements inédits d'artistes plus reconnus comme Charlie Parker, Billie Holiday ou Bud Powell.
ESP a également produit des enregistrements non commerciaux de rock indépendant comme The Fugs, The Godz et Pearls Before Swine. Bien que le label ait pratiquement cessé la production de disques dans les années 1970, il a cependant édité récemment quelques nouvelles œuvres; il existe toujours actuellement et son catalogue reste encore presque entièrement disponible.
Parmi les artistes qui ont enregistré sur ce label on peut signaler Ornette Coleman (the "Town Hall Concert"), Pharaoh Sanders, Sun Ra, Ronnie Boykins Marion Brown, Sonny Simmons, Paul Bley, Ran Blake, et Perry Robinson.

## Discographie (albums)

### ESP 1000 series
- 1001	Ni Kantu En Esperanto
- 1002	Albert Ayler	–	Spiritual Unity
- 1003	Pharaoh Sanders Quintet – Pharaoh's First
- 1004	New York Art Quartet
- 1005	Byron Allen[pas clair][réf. nécessaire] Trio
- 1006	Ornette Coleman 	–	Town Hall Concert 1962
- 1007	Giuseppi Logan Quartet
- 1008	Paul Bley 	–	Barrage
- 1009	Bob James 	–	Explosions
- 1010	Albert Ayler 	–	Bells
- 1011	Ran Blake 	–	Plays Solo Piano
- 1012	Lowell Davidson Trio incluant Gary Peacock
- 1013	Giuseppi Logan 	–	More
- 1014	Sun Ra	–	The Heliocentric Worlds of Sun Ra, Volume One
- 1015	Milford Graves Percussion Ensemble
- 1016	Albert Ayler & Don Cherry	–	New York Eye And Ear Control
- 1017	Sun Ra	–	The Heliocentric Worlds of Sun Ra, Volume Two
- 1018	The Fugs 	–	Broadside Album
- 1019	Jean Erdman 	–	The Coach With The Six Insides
- 1020	Albert Ayler 	–	Spirits Rejoice
- 1021	Paul Bley 	–	Closer
- 1022	Marion Brown Quartet
- 1023	Frank Wright 	Trio
- 1024	Burton Greene Quartet
- 1025	Patty Waters Sings
- 1026	Henry Grimes–	The Call
- 1027	Timothy Leary 	–	Turn On, Tune In, Drop Out
- 1028	The Fugs
- 1029	Charles Tyler Ensemble
- 1030	Sonny Simmons 	–	Staying On The Watch
- 1031	Noah Howard Quartet
- 1032	Sunny Murray
- 1033	(Various Artists)	–	ESP Sampler
- 1034	East Village Other
- 1035	Tuli Kupferberg 	–	No Deposit, No Return
- 1036	Byard Lancaster	–	(NEVER ISSUED)
- 1037	The Godz – Contact High Wit Da Godz
- 1038	The Fugs 	–	Virgin Fugs
- 1039	Randy Burns 	–	Of Love And War
- 1040	Marion Brown 	–	Why Not?
- 1041	Karl Berger 	–	From Now On
- 1042	Gunter Hampel 	–	Music From Europe
- 1043	Sonny Simmons 	–	Music From The Spheres
- 1044	Marzette Watts 	–	Marzette & Company
- 1045	Sun Ra	–	Nothing Is
- 1047	The Godz – Godz 2
- 1048	Alan Sondheim 	–	Ritual-All-7-70
- 1049	Gato Barbieri 	–	In Search Of The Mystery
- 1050	William Burroughs 	–	Call Me Burroughs
- 1051	(Various Artists)	–	ESP Sampler
- 1052	James Zitro 	–	West Coast Music
- 1053	Frank Wright 	–	Your Prayer
- 1054	Pearls Before Swine. 	–	One Nation Underground
- 1055	Patty Waters 	–	College Tour
- 1056	Movement Soul	–	Love Recording Of Songs And...
- 1057	Peter Lemer 	–	Local Colour
- 1058	Sean Gagnier 	–	(never issued)
- 1059	Charles Tyler 	–	Eastern Man Alone
- 1060	Steve Lacy 	–	The Forest And The Zoo
- 1061	Jerry Moore 	–	Ballad Of Birmingham (aka Life Is A Constant Journey Home)
- 1062	Jacques Coursil 	–	Unit (never issued)
- 1063	New York Electric String Ensemble
- 1064	Noah Howard 	–	At Judson Hall
- 1065	Music From The Orthodox Liturgy
- 1066	Bud Powell 	–	Blue Note Cafe Paris 1961
- 1067 / ORO 5	HARYOU Percussion Ensemble	–	Sounds Of Ghetto Youth
- 1068	Holy Modal Rounders	–	Indian War Whoop
- 1069 / ORO 1	Bruce MacKay 	–	Midnight Minstrel
- 1070 / ORO-4	All that the name implies	–	Side 1
- 1071	Paul Bley 	–	[never issued double album]
- 1072	Tony Snell 	–	Fungus And Englishmen Abroad
- 1073	Norman Howard 	–	Burn, Baby, Burn
- 1074	Burton Greene Trio - On Tour
- 1075	Pearls Before Swine – Balaklava
- 1076	Nedley Elstak 	–	The Machine
- 1077	The Godz 	–	Third Testament
- 1078	Seventh Sons	–	Four AM At Frank's (aka Raga)
- 1080	Karel Velebny 	–	SHQ
- 1081	(Various Artists)	–	An Evening At Home With ESP
- 1082	Alan Sondheim	–	T'Other Little Tune
- 1083	Free Music Quintet	–	Free Music 1 & 2
- 1085	Lou Killen 	–	Sea Chanteys (aka Folk Songs)
- 1089	Randy Burns 	–	Evening Of The Magician
- 1091	Alan Silva 	–	Skillfulness
- 1092	Ed Askew 	–	Ask The Unicorn
- 1095	Levitts	–	We Are The Levitts
- 1097 / ORO 6	Todd Kelley 	–	Folksinger
- 1098	MIJ	–	Yodeling Astrologer
- 1099	Erica Pomerance	–	You Used To Think (aka Surreal)
- 1111	(Various Artists)	–	Boots 'n Roots

### ESP 2000 series
- 2000	Octopus	–	Rock-New Music Fusion
- 2001	Cromagnon	–	Elliot/Grasmere Connecticut Tribe (aka Cave Rock/Orgasm)
- 2002	Jayne County 	–	Goddess Of Wet Dreams
- 2003	Charles Manson 	–	And The Family Sing 13 Songs
- 2004	Sweet Pie	–	Pleasure Pudding: Livid at Fat City
- 2004	Sweet Pie	–	Honky Tonk Jive
- 2005	Barry Titus 	–	Do Wappa Do
- 2006	Emerson's Old Timey Custard-Suckin' Band	–	Emerson's Old Timey Custard-Suckin' Band
- 2007	Randy Burns 	–	Songs For An Uncertain Lady
- 2008	Joel Tobias 	–	God Is Watching America
- 2009	Barry Titus 	–	42nd Street
- 2010	Woodstock Workband	–	Armed And Dangerous
- 2012	Woodstock Band	–	Sword In The Hand
- 2013	Jimi Lalumia & The Psychotic Frogs	–	Live At Max's Kansas City 1981
- 2015	Don Moore 	–	In The Groove
- 2016	Don Moore 	–	Party Goin' On In Woodstock
- 2017	The Godz 		-       Godzundheit
- 2018	The Fugs 	–	Fugs 4, Rounders Score
- 2020	Les Visible 	–	Too Old To Rock And Roll
- 2021	Les Visible 	–	Jews From Outer Space
- 2022	(Various Artists)	–	ESP-disk Guide To Funky
- 2044	(Various Artists)	–	Woodstock: Moods And Moments
- 2051	(Various Artists)	–	ESP Sampler [promotional only]

### ESP 3000 series
- 3000	Charlie Parker 	–	Live Performances
- 3001	Charlie Parker	–	Broadcast Performances, Vol. 2
- 3002	Billie Holiday 	–	Broadcast Performances, Vol. 1
- 3003	Billie Holiday 	–	Broadcast Performances, Vol. 2
- 3004	Tony Snell 	–	Medieval & Latter Day Lays
- 3005	Billie Holiday 	–	Radio & TV Broadcasts (1953-1956)
- 3006	Billie Holiday 	–	Broadcast Performances, Vol. 4
- 3007	Revolutionary Ensemble	–	Vietnam 1 & 2 (at the Peace Church)
- 3008	Jim McCarthy (ex-The Godz)	–	Alien
- 3009	Tiger Tiger	–	Sun Country
- 3010	Captain Matchbox-Wow	–	Smoke Dreams
- 3011	Marc Black 	–	Big Dong Dharma
- 3012	Rolf Kemp 	–	Daydreamer
- 3013	Frank Lowe 	–	Black Beings
- 3014	Peter Stampfel & Luke Faust – Wendigo Dwain Story
- 3015	Nadolski – New Music From Poland 1 [NEVER ISSUED]
- 3016	Niemen Enigmatic – New Music From Poland 2
- 3017	Lester Young –	Newly Discovered Performances 1
- 3018	Sea Ensemble – We Move Together
- 3019    Thornton, Fradkin, Unger & The Big Band	– Pass On This Side
- 3019	Paul Thornton of Godz 	– Pass On This Side
- 3019-2	The Godz 	– Godz Bless California
- 3020	Bill Horwitz 	–	Lies, Lies, Lies
- 3021	Bud Powell 	–	Winter Broadcasts 1953
- 3022	Bud Powell  	–	Spring Broadcasts 1953
- 3023	Bud Powell  	–	Summer Broadcasts 1953
- 3023	?	–	New Music From Japan
- 3024	Bud Powell  	–	Autumn Broadcasts 1953
- 3025	Anton Bruhin 	–	New Music From Switzerland
- 3026	Ronnie Boykins 	–	The Will Come Is Now
- 3028	Michael Gregory Jackson	–	Clarity
- 3029    Harvey
- 3030	Albert Ayler 	–	Prophecy
- 3031	Albert Ayler 	–	Live At Slug's Saloon 1
- 3032	Albert Ayler 	–	Live At Slug's Saloon 2
- 3033	Sun Ra	–	Concert For The Comet Kohoutek